# Воскресение (фильм, 1960)
«Воскресение» — художественный фильм режиссёра Михаила Швейцера, экранизация одноимённого романа Л. Н. Толстого. Первая серия фильма выпущена на экран 20 ноября 1960 года, вторая — 23 марта 1962 года.

## Сюжет
Классическая экранизация романа Л. Н. Толстого, полностью повторяющая его сюжет.

## В ролях
- Тамара Сёмина — Катюша Маслова
- Евгений Матвеев — князь Дмитрий Нехлюдов
- Павел Массальский — председатель суда
- Виктор Кулаков — член суда
- Василий Бокарев — Матвей Никитич, член суда
- Лев Золотухин — Бреве, товарищ прокурора
- Надежда Самсонова — Евфимия Бочкова
- Владимир Борискин — Симон Картинкин
- Валентина Телегина — Кораблёва
- Николай Сергеев — тюремный смотритель
- Анастасия Зуева — Матрёна Харина
- Владимир Гусев — Владимир Иванович Симонсон
- Клара Румянова — Вера Ефремовна Богодуховская
- Валентина Лановая — Марья Павловна Щетинина
- Василий Ливанов — Крыльцов, народоволец
- Владимир Белокуров — Масленников, вице-губернатор
- Михаил Сидоркин — Фонарин, адвокат
- Николай Свободин — отставной полковник, присяжный (нет в титрах)
- Александр Хвыля — Пётр Баклашов, купец 2-й гильдии, присяжный (нет в титрах)
- Александр Смирнов — Никифоров, статский советник, присяжный (нет в титрах)
- Сергей Калинин — артельщик, присяжный (нет в титрах)
- Мария Виноградова — Хорошавка (нет в титрах)
- Олеся Иванова — Рыжая (нет в титрах)
- Вера Бурлакова — сторожиха (нет в титрах)
- Софья Гаррель — Марья Ивановна (нет в титрах)
- Александра Панова — Аграфена Петровна (нет в титрах)
- Анастасия Георгиевская — Китаева, содержательница дома терпимости (нет в титрах)
- Григорий Конский — Корчагин (нет в титрах)
- Олег Голубицкий — гость Корчагиных (нет в титрах)
- Фёдор Одиноков — тюремный надзиратель № 587 (нет в титрах)
- Владимир Маренков — конвойный (нет в титрах)
- Валентина Владимирова — арестантка (нет в титрах)
- Николай Граббе — тюремный надзиратель (нет в титрах)
- Геннадий Юхтин — Набатов, политзаключённый (нет в титрах)
- Степан Крылов — политзаключённый (нет в титрах)
- Нина Агапова — Анна Игнатьевна (нет в титрах)
- Владислав Стржельчик — граф Шенбок (нет в титрах)
- Екатерина Мазурова — сиделка (нет в титрах)
- Алевтина Румянцева — Маша, дочь смотрителя тюрьмы (нет в титрах)
- Майя Булгакова — Анисья (нет в титрах)
- Лариса Архипова — Фенечка (нет в титрах)
- Ролан Быков — сумасшедший (нет в титрах)
- Раиса Максимова — эпизод (нет в титрах)
- Евгений Моргунов — Частный (нет в титрах)
- Леонид Недович — Владимир Васильевич Вольф (нет в титрах)
- Алексей Консовский — текст от автора

## Съёмочная группа
- Автор сценария — Евгений Габрилович при участии Михаила Швейцера
- Режиссёр-постановщик — Михаил Швейцер
- Оператор (1-я серия) — Эра Савельева
- Оператор (2-я серия) — Сергей Полуянов
- Композитор — Георгий Свиридов
- Звукорежиссёры — Константин Гордон, Валерий Попов
- Художник-постановщик (1-я серия) — Давид Виницкий
- Художник-постановщик (2-я серия) — Абрам Фрейдин
- Художник по костюмам — Ганна Ганевская

## Из истории съёмок
На главную роль пробовались также Татьяна Лаврова, Зинаида Кириенко и Валентина Малявина.

## Фестивали и премии
- 1962 год — МКФ в Локарно премия FIPRESCI лучшей актрисе (Тамара Сёмина).